# Anni Biechl
Anni Biechl, verheiratete Capeller (ab 1961) (* 17. März 1940 in Großinzemoos), ist eine ehemalige deutsche Leichtathletin, die bei den Olympischen Spielen 1960 in Rom die Silbermedaille in der 4-mal-100-Meter-Staffel gewann (44,8 s, zusammen mit Martha Langbein, Brunhilde Hendrix und Jutta Heine). Sie startete bei diesen Spielen für die Bundesrepublik in einer gemeinsamen deutschen Mannschaft.
Sie nahm auch an den Europameisterschaften 1958 in Stockholm im 100-Meter-Lauf teil, schied jedoch im Zwischenlauf aus. 1959 und 1960 wurde Biechl Deutsche Meisterin im 100-Meter-Lauf.
Anni Biechl gehörte dem PSV München an. In ihrer aktiven Zeit war sie 1,63 m groß und wog 60 kg.
Nach ihrer aktiven Karriere trainierte sie von 1978 bis 1996 die Abteilung Leichtathletik beim TSV Gräfelfing. Unter Anni Biechl konnten 14 Deutsche Meisterschaften und 106 Bayerische Meisterschaften gewonnen werden. Danach blieb sie als Beraterin bis 2005 weiter im Verein tätig. 2005 zog sie sich komplett aus der Leichtathletik zurück.

## Auszeichnungen
- Silbernes Lorbeerblatt 1960[2]
- Bundesverdienstkreuz 1990[3]